# Warny Mandrup
Warny Stistrup Mandrup (født 1. marts 1966 i Silkeborg) er en dansk TV-skuespiller, manuskriptforfatter og instruktør som startede sin karriere i 1992.
Privat er han gift med jazzsangerinden Sinne Eeg, og har været backing vocal hendes album Dreams.

## Tv-produktioner
Denne liste er ufuldstændig; hjælp gerne med at udfylde den.
- Brødrene Madsens tidsrejse, 2016.
- TV-Sluk, 1996.
- Den lille forskel, 2005.
- Jul i hjemmeværnet, 2001.
- Tjek på traditionerne, 2000.

## Filmografi
- Grønlands stemme, 2023